# Phönix (Schiff)
Phönix ist der Name eines Fahrgastschiffes in Berlin.

## Geschichte
Laut Dieter und Helga Schubert wurde die Phönix auf der Schiffswerft Schmidt in Oberkassel gebaut und fuhr zeitweise als Frankenland auf dem Main. Ihr Heimathafen war damals Würzburg. Als Frankenland durfte das Schiff noch 296 Fahrgäste befördern und hatte einen Motor mit 360 PS.
Allerdings war Würzburg laut der Darstellung Schuberts aus dem Jahr 2000 nicht die erste Station des Schiffes und Schmidt auch nur die Werft, auf der 1959 ein erster Umbau des Schiffes stattfand.  Das Schiff sei in den 1930er-Jahren auf einer nicht mehr zu ermittelnden Werft als Motorboot der sogenannten Sedan-Klasse gebaut worden und habe bei Epple in Bad Cannstatt bis 1965 Rosenstein geheißen. Dann habe es, allerdings ebenfalls nur bis 1965, J. F. Kennedy geheißen, danach bis 1980 Wappen von Franken. Unter diesem Namen kennt es auch Günter Benja. Die Wappen von Franken, 1975 im Besitz der Würzburger Personenschiffahrt (WPS), Paul Schiebe, durfte 300 Personen befördern und war mit einem 300-PS-Motor ausgestattet, der eine Geschwindigkeit von 25 km/h gestattete. 1970 war das Schiff bei Neckermann & Hoffmann in Würzburg umgebaut worden. Die Wappen von Franken war damals das größte Schiff des Unternehmens, das außerdem noch die Alte Liebe, die Stadt Würzburg und die Ursula Charlotte betrieb.
Seit Ostern 2006 gehört das Schiff unter dem Namen Phönix zur Flotte der Reederei Grimm & Lindecke. Für den Einsatz in Berlin wurden die oberen Aufbauten entfernt, sodass ein großes Sonnendeck entstand. Im Jahr 2007 durften mit dem Schiff nur 75 Personen befördert werden, später waren laut Aufschrift am Schiff 99 Fahrgäste zugelassen.